# Johan Adam Graaner
Johan Adam Graaner, född 16 april 1782 på Torslunda herrgård i Fröslunda socken, Uppsala län, död 24 november 1819 ombord på ett brittiskt fartyg utanför Godahoppsudden, var en svensk sjöofficer.
Johan Adam Graaner var son till major Johan Graaner. Han blev sergeant vid skärgårdsflottan 1798 och 1801 fänrik samt 1808 löjtnant vid Stockholmseskadern av skärgårdsflottan. Under Finska kriget deltog han som chef på en galär Sjöstriden vid Bockholmssundsaffären vid Bockholms sund och var 1809 galärdivisionschef i Västerbotten. 1810 erhöll han medalj för tapperhet i fält och befordrades samma år till kapten vid flottorna. Senare samma år blev han stabskapten vid Upplands regemente och deltog med regementet under fälttåget mot Napoleon 1813 och fälttåget mot Norge 1814. Han erhöll 1817 majors avsked.
Mest känd är han dock för de resor han 1815-1817 och 1817-1819 företog i Sydamerika. Han erhöll 1815 tjänstledighet för att gå i brasiliansk eller spanskamerikansk krigstjänst. Väl där begav sig till Rio de Janeiro och därifrån till Buenos Aires och reste därefter i det inre av den Argentinska högplatån. Som troligen enda utlänning närvarade han vid den argentinska självständighetsförklaringen i San Miguel de Tucumán i juli 1816. Graaner insåg betydelsen av de kontakter han knutit här, och sedan han återvänt till Sverige i maj 1817 lämnade han en utförlig redogörelse för sin resa till kronprinsen. Han anställdes snabbt på uppdrag av regeringen som hemlig emissarie till Argentina och Chile i avsikt att knyta handelsförbindelser.
Graaner avreste först till Storbritannien där han i november 1817 lämnade material till en artikel om Sydamerika i Morning Chronicle. I april 1818 anlände han till Buenos Aires. Här träffade han bland annat José de San Martín som han beskrivit i sin dagbok. Regeringschefen Juan Martín de Pueyrredón var besviken över Graaners inskränkta fullmakter och något konkret resultat kom inte ut av Graaners besök i landet. I juni reste han över Anderna till Chile, där han efter förhandlingar med Bernardo O'Higgins lyckades sluta en koncession om brytning och export av koppar och andra mineral till mycket förmånliga villkor. I gengäld hade han utlovat stipendier för sex unga chilenare att studera bergsvetenskap vid Uppsala universitet. Graaner beslutade nu att återvända till Sverige via Ostindien, för att passa på att undersöka möjligheten att sälja produkter från svenskägda gruvor i Chile här. På vägen passerades Polynesien där en ögrupp upptäckes, vilken Graaner lyckades genomdriva att den fick namnet Oscar's Island efter dåvarande kronprinsen. Efter ett uppehåll i Indien fortsattes resan men Graaner avled ombord på fartyget ungefär i höjd med Godahoppsudden.